# Gecse Gusztáv
Gecse Gusztáv (Budapest, 1932. augusztus 5. – Budapest, 2003. március 9.) filozófus, író, a vallástörténet kutatója és tanára. A korszak követelményeinek megfelelően marxista alapfogalmakat alkalmazott, az 1980-as évektől a fenomenológia módszereit vette igénybe.

## Művei
- A szerzetesség története, Seneca, Budapest, 1995 ISBN 9638038101

A Bíró Zoltán vezette Hitel folyóirat 1991-ben jelentette meg Gecse Gusztáv A katolikus szerzetesség története című tanulmánysorozatát. A sorozat kibővített változata könyv formában is megjelent, A szerzetesség története címmel. A kötet hiánypótló feladatra, a szerzetesi intézményrendszer megismertetésére vállalkozik. Nyomon követi a szerzetesség történetét az első remeteségektől a nagy történelmi rendeken keresztül a modern szerzetesi családokig. Bepillanthatunk a férfi és női kolostorok titokzatos világába is. A könyv különös figyelmet fordít a Magyarországon megtelepedett rendek történelmi szerepére és mai helyzetére. Ennek keretében a magyarországi szerzetesrendek legfontosabb adatait, elérhetőségét is összegyűjtötte és a kötet végén közzétette. A kötet érdekessége, hogy a borítóterv és az illusztráció a szerző festőművész felesége, Horváth M. Ilona alkotása.
- Bibliai történetek, Kossuth, Budapest, 1985, ISBN 9630926199

A Bibliai történetek (1981) úgy mutatja be a Bibliát, mint olyan emberi alkotást, amelyben legalább egy ezredév vágyai, törekvései, fájdalmai és elképzelései olvashatók, hol egyszerű, botladozó szavakkal, hol pedig költői szárnyalással.
A könyv éppen így, emberi műként akarja bemutatni a Bibliát. A szerző nem azt kutatja, hogy a letűnt századok alatt vagy napjainkban ki mit tartott vagy tart erről az írásról, hanem elsősorban azt vizsgálja, hogy mit mond maga a Biblia.
- Vallástörténeti kislexikon, Kossuth, Budapest, ISBN 9630922185 [megj. 1]

A Vallástörténeti Kislexikon első kiadása 1971-ben jelent meg, de csakhamar (1973-ban) szükségessé vált a második kiadás megjelentetése, amely bővebb és részben átdolgozott formában került az olvasók kezébe. Az 1975-ben megjelent harmadik és az 1977-ben megjelent negyedik kiadás nem tartalmazott lényeges változást a második kiadáshoz képest. S noha a négy kiadás példányszáma meghaladta a 150 000-et, mégsem tudta kielégíteni a keresletet. Ezért került sor az ötödik kiadás elkészítésére.
A Kislexikon kifejezetten vallástörténeti címszavakat tartalmaz. A filozófiai vagy etikai problémáknak csak vallástörténeti-teológiai vetületével foglalkozik. Az ábécésorrendben következő szócikkeken belül a címszó újabb előfordulását külön jelölik, a dőlt betűs kifejezések a kötetben előforduló és kapcsolódó címszavakra utalnak.
Az ötödik kiadás megjelenéséig eltelt több mint tíz esztendő. Ez alatt az idő alatt nemcsak az olvasók érdeklődése bővült és módosult, hanem a vallástörténet tudománya is előrehaladt, de fejlődött maga a vallás is. A kereszténység pl. (különösen pedig a katolikus egyház) többet változott, mint korábban száz esztendő alatt. Mindezekre figyelemmel az ötödik kiadás (1983) átfogó átdolgozásra és bővítésre szorult.
- Vallástörténet, Kossuth, Budapest, 1980, ISBN 9630915448

Gecse Gusztáv talán legnagyobb összegző vállalkozása a Vallástörténet (1980) című nagyívű összefoglaló munkája. A műben a szerző összefoglalja a nagy világvallások keletkezésének történetét, legfontosabb tanításait és azok hatását a modern korig végig vezetve.
A hagyományos vallástörténeti szemléletmód szerint különbséget kell tenni az egyiptomi, a mezopotámiai, a perzsa, a görög, a római stb. vallás és a zsidó, illetve a keresztény vallás között. Az első csoportba ui. a nem kinyilatkoztatott vallások tartoznak, amelyek története éppen ezért profán vizsgálati módszert igényel, ezzel szemben a zsidó vallás története mint a kereszténységre előkészítő „szent történelem”, még inkább pedig a kereszténység története, az „egyháztörténet” teológiai stúdium, amely pusztán profán módszerekkel nem vizsgálható.
A modern vallástörténeti szemlélet már régen szakított ezzel a felfogással, és a zsidó és a keresztény vallás történetét is beágyazza a vallástörténet összfolyamatába. A különböző vonatkozó ókori és legújabb források alapján megkísérli a vallás meghatározására vonatkozó tanok áttekintését, ismertetve a különböző elméleteket annak eredetéről és főbb általános jellemzőiről.
Így komplex módon, (fenomenológiai módszert is felhasználva) leírva a vallási jelenségeket is, hiánytalanul vázolja fel a vallásfejlődés törvényszerűségeit a vallás megjelenésétől napjaink vallási irányzatáig. A mű mind a mai napig az egyetemek és főiskolák ajánlott irodalmába tartozik.
A különböző fejezetek végén – szervetlenül – sokszor megjelenik az ún. „vörös farok”, amely a leegyszerűsítő (vulgár)marxista értékelést/jellemzést tartalmazza, a kiadás azonban enélkül akkoriban nem volt lehetséges.
- A marxista-leninista valláskritika fő kérdései, Budapest, 1978, ISBN 963091235X, Szikra Lapnyomda.
- Valláskritika, Kossuth, Budapest, 1979
- Történelem és kereszténység, Magvető, Budapest, 1977, ISBN 963270519X

Történelem és kereszténység címmel jelent meg (1977) az egyház és dogmatörténeti tanulmányokat tartalmazó kötet. Fő témakörei: A kereszténység történetéből. Szent könyvek, Dogmák és ünnepek, Teológia-filozófia, Kereszténység és korunk.
- Bevezetés a vallástörténetbe, Kossuth, Budapest, 1976

Ez egy ábragyűjtemény, a Bevezetés a vallástörténetbe című marxizmus-leninizmus esti egyetemi tankönyvet vette alapul. A szerző meggyőződése volt, hogy a vallás nehezen áttekinthető története szükségessé teszi, hogy a hallgatók munkáját – vonalas ábrákkal, s a "bibliai földek" vázlatos térképeivel – megkönnyítse. Úgy gondolta, hogy az ókori Közép-Kelet egyházi és világi hierarchiáját, az ünnepek rendszerét ezekkel az ábrákkal és táblázatokkal könnyebben megérthetővé teheti.
- "Kérdések a vallásról", Móra, Budapest, 1975, ISBN 9631102025

Az ifjúsági ismeretterjesztés keretében a vallást, keletkezésének okait, sok évezredes történetét, szent iratait, törvényeit és szabályait mutatja be a szerző. Az ókori istenségeket, a derűs-haragos olümposzaikat és a félelmetes Jahvét, Allahot, Buddhát, a prófétákat, szenteket és a Biblia alakjait igyekszik olvasóihoz közelebb hozni a közérthető nyelvezetű kiadvány.
- Szöveggyűjtemény az ateizmus történetének tanulmányozásához, Kossuth, Budapest, 1970
- Van-e túlvilág?, Kossuth, Budapest, 1963

A könyvben végigkísérhetjük a "túlvilág-legendát" az ősembertől kezdve a világűr meghódításáig. Közben sok olyan érdekes kérdést érint a szerző, mint: Az ókori vallások túlvilágról alkotott elképzeléseit; Az ember "lelke"; Mi történetik a halál után? A pokol leírása; Hol van a mennyország? A túlvilághit jövője stb. Népszerűen, olvasmányosan megírt könyv
- Szentek, legendák, ereklyék, Gondolat, Budapest, 1963

Témakörei: Az istenhit kialakulása és előzményei, Az ókori rabszolgatartó társadalmak vallásai, Legendák a szentekről, Ereklyék, szent helyek, ördögök, A születéstől a halálig

### Társszerzőként, társszerkesztőként
- A katolikus tanítás mai útjai, MTA Filozófiai Intézet, 1989, ISBN 9637065067
- Izrael, Panoráma, Budapest, 1988, ISBN 9632433580 [megj. 2]
- Bibliai kislexikon, Kossuth, Budapest, 1984, ISBN 9630924463

A „Bibliai kislexikon” (1978) megírásánál (társszerző: Horváth Henrik) a cél az volt, hogy a „Vallástörténeti Kislexikon”-hoz hasonlóan úgy mutassa be a Bibliát, mint emberi, irodalmi alkotást – lehetőség szerint választ adva a legtöbb kérdésre, amely a Bibliával kapcsolatban felvetődhet. A Kislexikon, a Biblia keletkezési problémáira, a benne szereplő személyekre, történetekre úgy vet fényt, hogy a legújabb kutatási eredményeket is felhasználja, és esetenként a megfelelő társadalmi és vallástörténeti előzményeket is figyelembe veszi.
- Etikai kislexikon, Kossuth, Budapest, 1984, ISBN 9630924447
- A marxista valláskritika és egyházpolitika, Kossuth, Budapest, 1984
- Marxizmus-kereszténység-protestantizmus, Valláselméleti szimpozion/Protestáns-marxista dialógus '82 Kossuth, Budapest, 1982
- Valláskritika – Ábragyűjtemény, Kossuth, Budapest, 1979
- Szocializmus és vallás – Világosság melléklet az 1977. januári számhoz/A Magyar Tudományos Akadémia Pécsi Bizottságának rendezésében 1976. október 25-27-én tartott tudományos konferencia előadásaiból. 1977, Világosság.
- Világnézeti és etikai kérdések, Kossuth, Budapest, 1974, ISBN 9630902303
- Valláskritikai szöveggyűjtemény I-II. rész, Kossuth, Budapest, 1971
- Valláskritika I. Kossuth, Budapest, 1971- Szakosító tanfolyam II. évfolyam I. félév/Jegyzet – A Magyar Szocialista Munkáspárt Marxizmus-Leninizmus esti egyetemek szakosító tanfolyam hallgatói részére.
- A marxista-leninista filozófia alapjai II. Szemelvénygyűjtemény a történelmi materializmus témaköréből. Tankönyvkiadó Vállalat, Budapest 1970
- Bevezetés a valláskritikába, Budapest, Kossuth, 1969-1970. jegyzet a Magyar Szocialista Munkáspárt Marxizmus-Leninizmus Esti Egyetemek szakosító tanfolyam hallgatói részére.
- Bevezetés a vallástörténetbe, Budapest, Kossuth, 1970. jegyzet A Magyar Szocialista Munkáspárt Marxizmus-leninizmus Esti Egyetemek szakosító tanfolyam hallgatói részére/1. évfolyam 1. félév

### Szerkesztőként
- Bevezetés a marxista valláselméletbe I-II., Kossuth, Budapest, 1987-88. (Magyar Szocialista Munkáspárt Marxizmus-Leninizmus Esti Egyetem Szakosított Tagozat Továbbképző Tanfolyam sorozat)
- Bevezetés a marxista valláselméletbe szöveggyűjtemény., Kossuth, Budapest, 1988. (Magyar Szocialista Munkáspárt Marxizmus-Leninizmus Esti Egyetem Szakosított Tagozat Továbbképző Tanfolyam sorozat)

### Tanulmányok
Több mint száz tanulmánya jelent meg, főként a Világosság című folyóiratban.

### Kéziratos művei
Ezek jegyzetekkel és irodalomjegyzékkel ellátva kiadásra várnak:
- A középkor keresztény filozófiája,
- Aquinói (Szent) Tamás

## Fordításai
- Aquinói Szent Tamás: Collationes de decem praeceptis (Előadások a Tízparancsolatról)  ISBN 9637666079
- Aquinói Szent Tamás: Előadások a Hiszekegyről, a Miatyánkról és a Tízparancsolatról ISBN 9637666168

## Kritika
Az 1963-as Van-e túlvilág? című könyvében a vallásokról és történelmi kialakulásukról alkotott nézeteit fejti ki. Tagadja a lélek létezését és a lélek létezésébe vetett hit érvényességét  és a túlvilág létezését is. A bibliai történeteket meseszerű mitologikus elbeszéléseknek tartja, és a marxizmuson át vizsgálja. A bibliai történetek “helyes értékeléséhez” Kriveljov 1962-es munkáját ajánlja, amely egy marxista mű.
A messiási eszmét a sok nemzeti katasztrófa termelte ki a zsidók elképzeléseiben, vagyis nem Istentől jött. A zsidó túlvilág/mennyország az elnyomottak vágyakozása egy jobb élet után, és nem mennyei kinyilatkoztatás. Az őskereszténységhez legjobb sorvezető gyanánt Marx-Engels vallásról megjelent művét ajánlja.
A korai kereszténység a rabszolgák hite volt, mely reális kielégülés lehetősége híján – hisz a rómaiak a rabszolga-lázadásokat véresen leverték – egy „illuzórikus "kiutat" választott”. Gecse Engelst idézi: “S ezt a kiutat meg is találták. De nem ezen a világon. A kialakult helyzetben ez csak vallási kivezető út lehetett… S akkor megjelent a kereszténység… megteremtette a mennyországot és poklot, s így megvolt a kivezető út, amelyen a megfáradtak és megterheltek átjuthattak az örök paradicsomba." Az újszövetség egymásnak ellentmondó, meg nem történt események gyűjteménye, különösen ami Jézus második eljövetelét illeti, ami Gecse "Jézus első eljöveteleként" ír le, ezzel jelezve, hogy szerinte Jézus, mint valós személy nem létezett. Jézus élete egy legenda, amelyet a 2. század keresztényei találtak ki, miután a hamarosan várt világvége nem következett be. Jézus sohasem élt, amit följegyeztek róla, az nagyrészt korábbi legendákból vagy más népek legendáiból ‘állt össze’. Különösen mesés és kiszínezett Jézus mennybemenetele.
A korai kereszténység, különösen annak túlvilághite “álomvilágba ringatta” az első keresztényeket, és ezzel a kizsákmányolókat segítette. Miután a kereszténység “kiegyezett a hatalommal” onnantól  az uralkodó osztályok fegyvere lett az elnyomottak leigázására.
Ami az ember teremtését illeti, az Isten nélküli evolúció az egyedüli érvényes, tudományos magyarázat, mely a "mesék világába utalja" a bibliai teremtést. Éva a patriarchális társadalom terméke, a lélek egy tudománytalan fogalom, nem létezik, vagy ha van is valamiféle ‘lélek’ (mint allegória), az a halál után megszűnik létezni.
Gecse szerint “Isten egyeseket öröktől fogva – teljesen függetlenül cselekedeteik jóságától vagy rosszaságától – a mennyországra, illetve a pokolra szánt”. amit a Róm 9,14-22-vel vél bizonyítani. Az utolsó kenet a kereszténységet megelőző pogány babonákból állt össze, a temetési szertartások és imádságok pedig teljesen értelmetlenek, még vallásos szemszögből is. Hénoch és Illés, akik a Biblia szerint a mennybe ragadtattak, nem léteztek. A bibliai feltámadások kitalációk; Jézus nem támasztott fel senkit és maga sem támadt fel. A túlvilág-hit kialakulásánál egyetértőleg idézi Lenint, a lélek-hit kialakulásánál pedig Engelst.
Szerinte "a Nagy Októberi Szocialista Forradalom (sic!) győzelmével először számolták fel az ember ember által való kizsákmányolását", végezetül pedig hitet tesz a marxizmus mellett: „Mi marxisták a halál gondolatából és tényéből is az élethez merítünk erőt. Csak egy életünk van: ezt kell kihasználnunk, ebben kell építenünk és itt kell boldognak lennünk.” 
Gecse talán legnagyobb hatású munkája a Vallástörténeti kislexikon volt, mely több kiadást is megért. A csoda szócikknél “filozófiai” és “tudományos” alapon tagadja hogy csodák léteznek, illetve egyáltalán létezhetnek. A materialista, anyagelvű világnézetet hirdeti: “a világon semmi sincs, amit ne lehetne visszavezetni valamilyen anyagi eredetű okra, semmi sincs, ami külső, nem az anyag belső törvényeiből fakadó hatásra utalna.” A kozmológiai érveket, melyek a világegyetem eredetéből következtetnek Isten létére, egyértelműen elveti és hamisnak tartja, a legelső ajánlott irodalom amit ajánl, a marxista Walter Hollitschertől a “Természettudományos világkép”c. mű. A metafizikai, biológiai és erkölcsi istenérvek is hasonló sorsa jutnak nála.
Gecse Isten nevét következetesen kisbetűvel írja ("isten") még az "atyaisten" (sic!) formában is, kivéve amikor egy történelmi személynevén utal rá (pl Jahve). Jézust továbbra is kitalált személynek tartja. A lélek szócikknél az első ajánlott mű Szpirkin könyve, amely egy marxista mű.
Az ateizmus szócikknél megjegyzi, hogy a Marx előtti ateizmus "általában nem lehetett következetes". A marxista valláskritika a valláskritikának lehető legmagasabb történelmi foka, közvetlen előzménye Feuerbach, neki pedig előzménye a polgári valláskritika, mely "a valóságot a maga objektivitásában törekedett megragadni", de egy adott ponton megragadt.
Egyik késői műve a főszerkesztésével jegyzett Bevezetés a marxista valláselméletbe volt, melyet a Magyar Szocialista Munkáspárt megbízásából a Marxizmus-Leninizmus Esti Egyetemek szakosító tanfolyama hallgatóinak részére írt, Horváth Pállal, Poór Józseffel, Gergely Jenővel és Kónya Istvánnal közösen.

## Megjegyzés
1. ↑  sok kiadást megért a mű
2. ↑  Bibl.-magy., történelmi fejezet